# Cristiano Ronaldo
Cristiano Ronaldo dos Santos Aveiro (Funchal, 5 februari 1985) is een Portugese voetballer die bij voorkeur als linksbuiten speelt. Hij wordt beschouwd als een van de beste spelers aller tijden en staat sinds december 2022 onder contract bij het Saoedische Al-Nassr waar hij ruim 285 miljoen dollar per jaar verdient. Dit salaris maakt van Ronaldo de best betaalde voetballer ooit. Tot 2013 was hij de duurste voetballer aller tijden. In 2015 werd hij de all-time topscorer van de UEFA Champions League/Europacup I alsmede de meest scorende Real Madrid-speler ooit. Hij voegde zich in 2018 bij het tiental spelers dat de Europacup I/UEFA Champions League minimaal vijfmaal won en de enige speler die dit presteerde met twee verschillende clubs. Op zijn palmares als clubspeler prijken verder zeven landstitels, vijf nationale bekers, zes nationale supercups, drie Europese supercups en vier wereldkampioenschappen voor clubs. Ronaldo is de enige voetballer ooit die op vijf wereldkampioenschappen voor landenteams wist te scoren. 
Ronaldo debuteerde in 2003 in het Portugees voetbalelftal, waarvan hij in 2008 aanvoerder en 2014 topscorer aller tijden werd. Op het door Portugal gewonnen Euro 2016 werd hij recordinternational. Ronaldo werd in 2008, 2013, 2014, 2016 en 2017 uitgeroepen tot beste voetballer ter wereld en is recordhouder van het aantal interlanddoelpunten wereldwijd. Op 23 maart 2023 speelde Ronaldo zijn 197e interland voor Portugal en nam hiermee het record van Bader Al-Muttwa over van meest gespeelde interlands, wat hij op 10 december 2022 al had geëvenaard.

## Clubcarrière

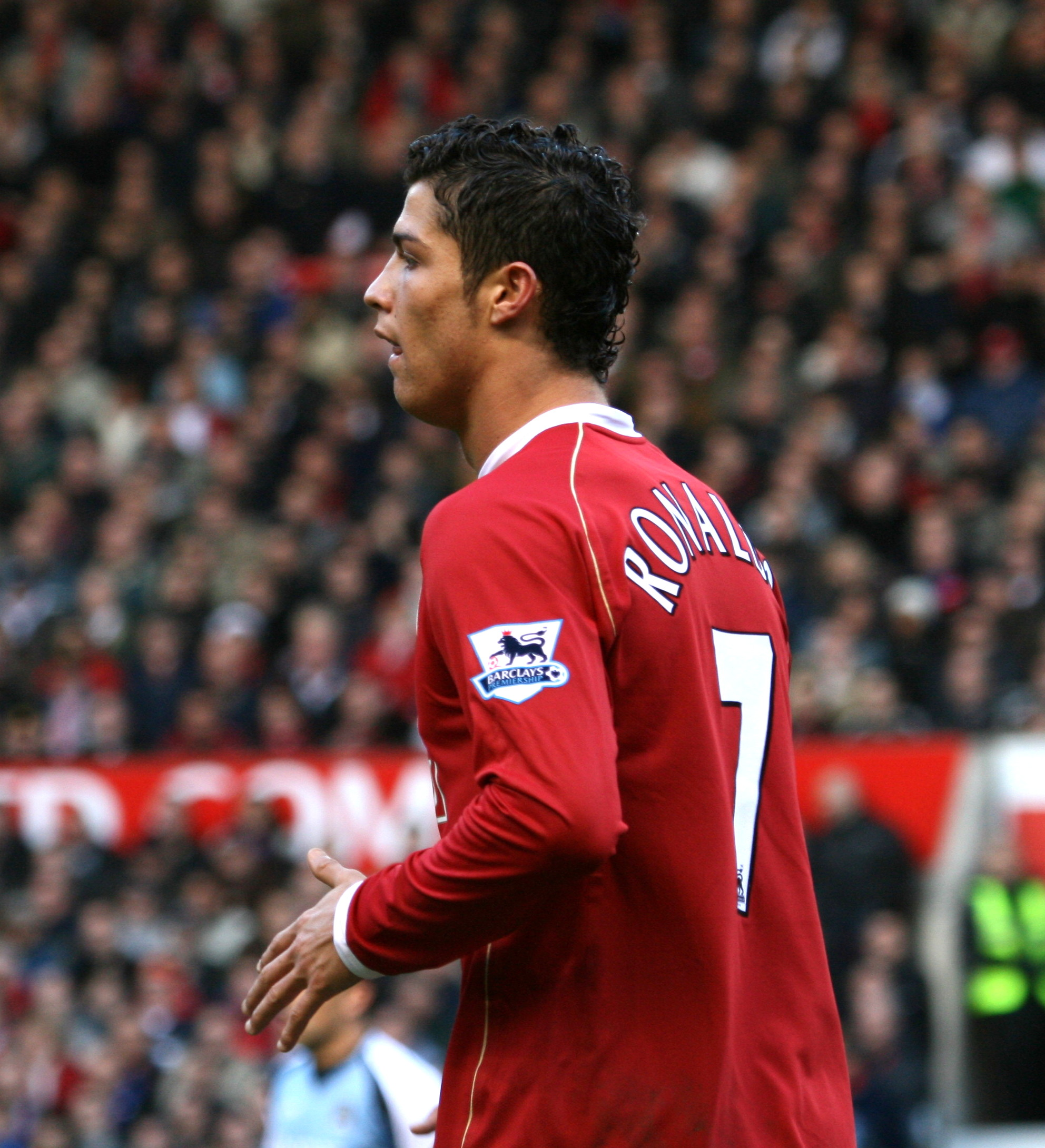
Ronaldo namens Manchester United, december 2006

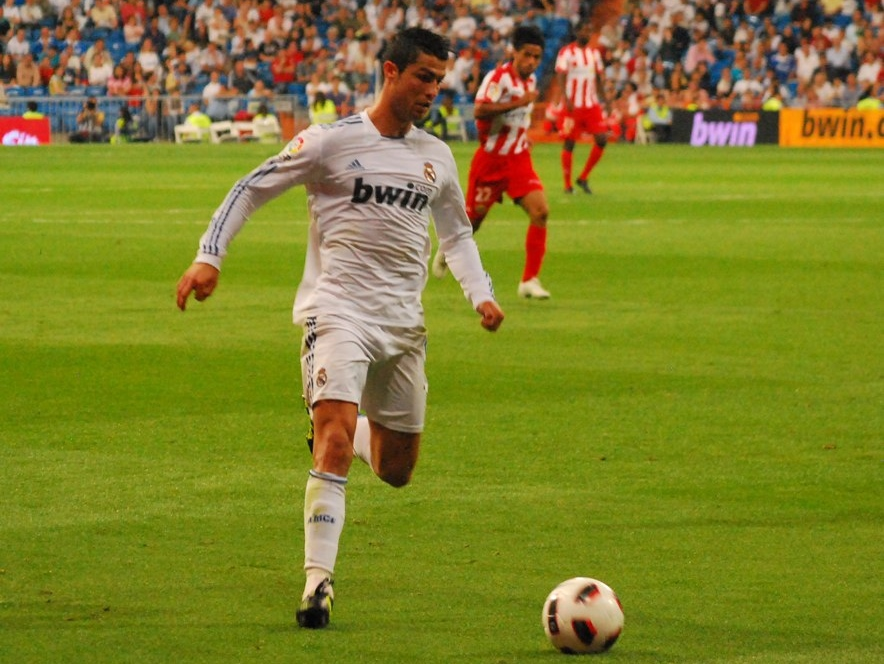
Ronaldo namens Real Madrid, 21 mei 2011

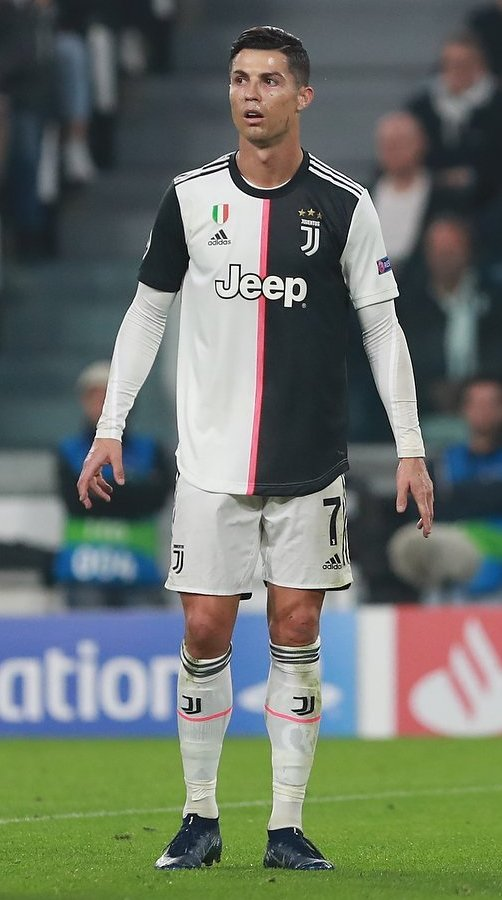
Ronaldo namens Juventus, november 2019

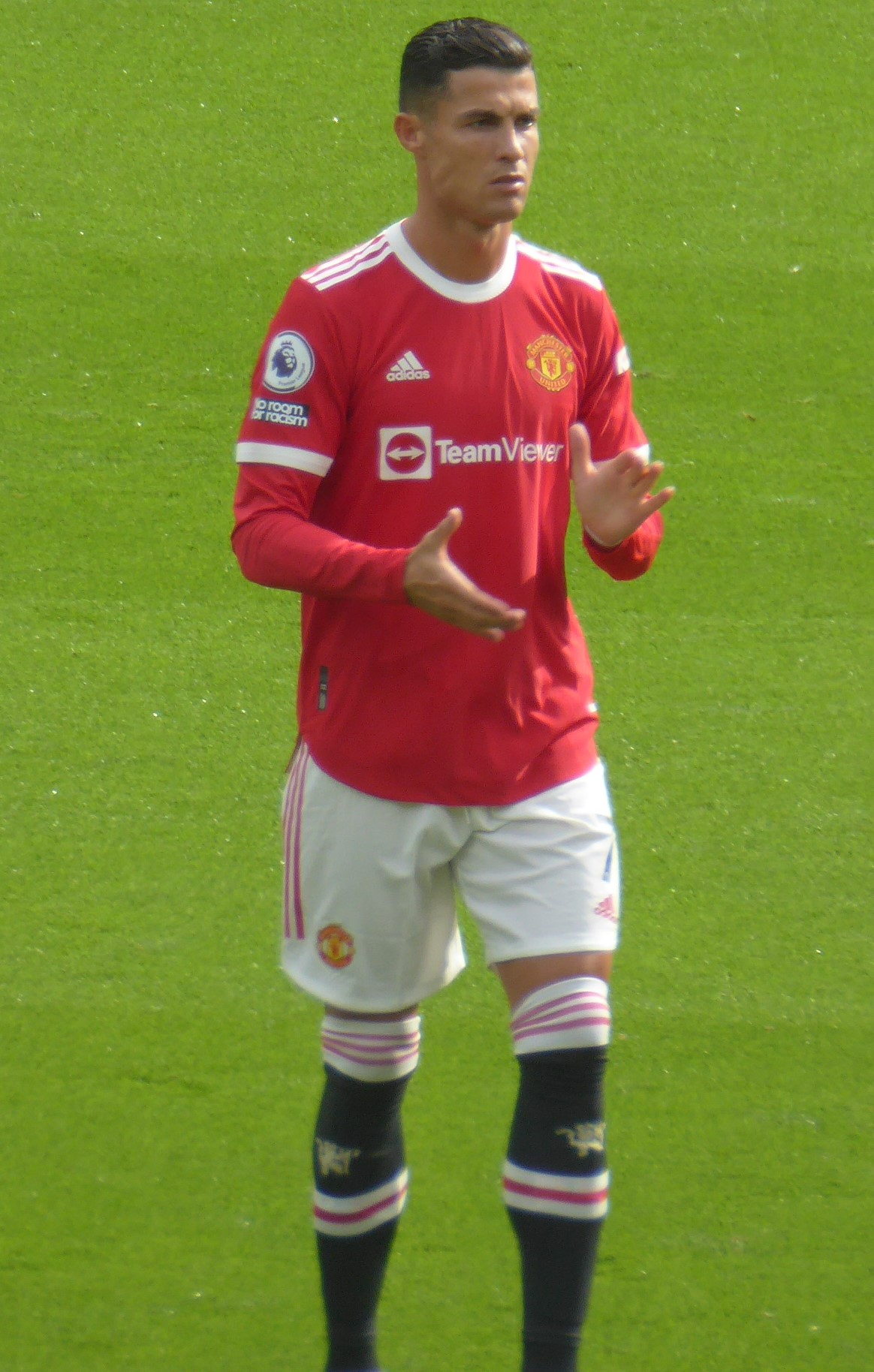
Ronaldo namens Manchester United, september 2021

### Jeugd
Ronaldo is de zoon van Dinis Aveiro, een tuinman, en zijn vrouw Dolores dos Santos Aveiro, een kok. Ronaldo was een ongewenst kind en zijn moeder overwoog abortus. In plaats daarvan dronk zij op advies donker bier om vervolgens te rennen totdat ze bijna flauwviel, maar een miskraam bleef uit. Zijn vader was een alcoholist en verkocht, met zijn andere zoon Hugo, "Manchester United"-shirts van Ronaldo om alcohol te kunnen blijven kopen. Hij dronk zich dood toen Ronaldo negentien jaar oud was.
Ronaldo is afkomstig van het Portugese eiland Madeira. Als kind begon hij aldaar met voetballen bij de amateurclub Andorinha. Hierna speelde hij bij Nacional en maakte hij op twaalfjarige leeftijd de overstap naar het vasteland van Portugal om te worden opgenomen in de jeugdopleiding van Sporting CP. Vijf jaar later, in oktober 2002, maakte de vleugelaanvaller zijn officiële debuut voor het eerste elftal van de club; in een competitiewedstrijd thuis tegen Moreirense (3-0) scoorde hij twee doelpunten. Ronaldo speelde vervolgens nog dertig officiële wedstrijden in zijn eerste jaar als prof en voegde daarin drie goals toe aan zijn seizoenstotaal van vijf.

### Manchester United
In de zomer van 2003 trok hij de aandacht van Manchester United. Tijdens een wedstrijd tussen Sporting CP en Manchester United ter gelegenheid van de ingebruikname van het Estádio José Alvalade, leidde Ronaldo zijn team naar een 3-1-overwinning. De spelers van Manchester United gaven na afloop van de wedstrijd aan dat ze voortaan liever met dan tegen Ronaldo wilden spelen, waar coach Alex Ferguson het volkomen mee eens was. Kort daarna werd hij voor ongeveer twaalf miljoen pond door Manchester United overgenomen van Sporting CP.
Bij Manchester United werd Ronaldo binnengehaald als de vervanger van David Beckham, die kort daarvoor naar Real Madrid was vertrokken. Hij maakte zijn debuut voor Manchester United al meteen in de competitie, op 16 augustus 2003 in een thuiswedstrijd tegen Bolton Wanderers. Met nog een halfuur te spelen viel hij in voor Nicky Butt. Op 21 september 2003 was Ronaldo een van de hoofdrolspelers in de roemruchte Battle of Old Trafford thuis tegen Arsenal, waarbij de potjes van verschillende spelers overkookten. Ronaldo won in zijn eerste seizoen bij die club direct de FA Cup; de Portugees scoorde de openingstreffer in de finale tegen Millwall (3-0).
In het seizoen 2006/2007 ontwikkelde hij zich tot een van de beste spelers ter wereld. Hij werd tweemaal achtereen tot speler van de maand gekozen, iets wat daarvoor alleen Dennis Bergkamp en Robbie Fowler was gelukt. Na belangstelling van Real Madrid tekende hij in april 2007 een nieuw contract dat hem voor vijf jaar aan United bond. Met een salaris van honderdtwintigduizend pond per week werd hij de best betaalde speler in de geschiedenis van de club.
Op 22 april 2007 werd Ronaldo door de spelers in de Engelse competitie gekozen tot Speler van het Jaar en tevens talent van het jaar in de Engelse competitie, wat sinds 1977 (Andy Gray) niemand meer was gelukt. Een jaar later was de Portugees laureaat van de Premier League Golden Boot. Ronaldo werd namelijk de topscorer van het seizoen 2007/2008 met 31 doelpunten uit 34 competitiewedstrijden.
In 2008 won hij met Manchester United de Premier League, FA Community Shield, UEFA Champions League en het wereldkampioenschap voor clubs. Tevens werd hij bekroond tot Europees- en Wereldvoetballer van het jaar. Zijn laatste wedstrijd voor Manchester United was de met 2–0 verloren Champions League-finale tegen FC Barcelona op 27 mei 2009.

### Real Madrid
Ronaldo vertrok in juni 2009 voor een recordbedrag van 94 miljoen euro van Manchester United naar Real Madrid. Hij liet in augustus 2009 zijn benen voor honderd miljoen euro  verzekeren. Ronaldo won in het eerste jaar met Real Madrid geen enkele prijs. In het seizoen 2010/11 brak Ronaldo op de laatste speeldag het doelpuntenrecord van de Mexicaan Hugo Sánchez (seizoen 1989-1990 voor Real Madrid) en de Spanjaard Telmo Zarra (seizoen 1950-1951 voor Athletic Bilbao), door twee keer te scoren in de met 8-1 gewonnen thuiswedstrijd tegen Almería en zo op veertig doelpunten in de Spaanse competitie te eindigen. Hij maakte op 22 oktober 2011 zijn snelste hattrick in zijn loopbaan. Ronaldo wist binnen vijftien minuten drie keer te scoren. In het seizoen 2011/12 won Ronaldo het kampioenschap met De Koninklijke. Opnieuw vestigde hij een persoonlijk record door 46 competitiedoelpunten in één seizoen te maken, vier minder dan het record van vijftig dat Lionel Messi datzelfde jaar behaalde. Ronaldo was samen met teamgenoten Gonzalo Higuaín en Karim Benzema goed voor 118 doelpunten in één seizoen. Dat maakte hen het meest productieve trio ooit, een record dat zij na het seizoen 2014/15 verloren aan het FC Barcelona-trio Messi, Suárez en Neymar, dat 122 keer het net vond. Ronaldo verbeterde zijn persoonlijke record opnieuw gedurende het seizoen 2014/15. Dit keer maakte hij 48 competitiedoelpunten in één jaar.
Ronaldo maakte op zaterdag 12 september 2015 vijf doelpunten tijdens een 0-6 overwinning uit bij Espanyol. Daarmee kwam hij die dag op 230 competitiegoals voor Real Madrid, waarmee hij Raúl inhaalde en clubtopscorer aller tijden werd in competitieverband. Ronaldo maakte op 17 oktober 2015 in de dertigste minuut 2-0 tijdens een competitiewedstrijd thuis tegen Levante (eindstand 3-0). Dit was zijn 324ste doelpunt in totaal voor Real Madrid, waarmee hij Raúl ook inhaalde als clubtopscorer in alle competities. Hij had hiervoor 310 wedstrijden nodig, waar Raúl 323 doelpunten maakte in 710 duels. Ronaldo werd op 18 april 2017 de eerste speler in de geschiedenis met honderd doelpunten in de UEFA Champions League achter zijn naam. Hij scoorde die dag drie keer tijdens een met 4–2 gewonnen wedstrijd thuis tegen FC Bayern München. Na in het seizoen 2016/17 opnieuw de Champions League te hebben gewonnen, ditmaal ten koste van Juventus FC (4-1), werd hij als een van de achttien spelers opgenomen in het sterrenteam van de UEFA. Het seizoen 2017/18 begon weer met prijzen pakken: de UEFA Super Cup werd gewonnen ten koste van Ronaldo's oude club Manchester United. In de Supercopa de España nam Real Madrid het op tegen rivaal FC Barcelona. De Portugees viel in de 58e minuut in voor Karim Benzema. Later zou hij scoren, wat hij vierde door zijn shirt uit te doen. In een latere fase van de wedstrijd kreeg hij zijn tweede gele kaart wegens een schwalbe, en moest hij het veld verlaten. Hij werd gefrustreerd en duwde de scheidsrechter. Hierdoor kreeg Ronaldo 5 wedstrijden schorsing. Wel mocht hij in actie komen in de Champions League waar hij in de wedstrijd tegen APOEL Nicosia 2 doelpunten scoorde. De eerste wedstrijd van Ronaldo in de La Liga van dat seizoen werd verloren tegen Real Betis. Tijdens het wereldkampioenschap voor clubs speelde hij beide wedstrijden van Real Madrid dat seizoen. Hij vond in beide wedstrijden het net wat Real Madrid de winst bracht in dat toernooi. Hij was nu de spelers met de meeste goals in het wereldkampioenschap voor clubs (7), de speler met de meeste goals in de finale van dat toernooi (4), de speler die het vaakst dat toernooi had gewonnen (4, samen met Toni Kroos), speler die in drie verschillende seizoenen van dat toernooi wist te scoren (3, samen met Lionel Messi). In de Champions League van dat seizoen lukte het Ronaldo om in alle groepswedstrijden te scoren, hij was de eerste speler die dat lukte. Ronaldo had al een reeks van 9 Champions League-wedstrijden achter elkaar waarin hij scoorde, toen hij in de kwartfinale Juventus tegenkwam. Over 2 wedstrijden tegen die club scoorde hij 3 keer, waaronder een omhaal. 3 goals van hem waren precies genoeg voor Real Madrid om door te stoten naar de halve finale. Ronaldo had er nog 3 records aan overgehouden: Meeste goals tegen een club in de Champions League (10 tegen 'Juve'), Meeste goals in de kwartfinale van de Champions League (20) en Meeste Champions League-wedstrijden achter elkaar scoren (11). Real Madrid won in de halve finale van Bayern München en de eindstrijd met 3-1 van Liverpool. Ronaldo scoorde niet tegen beide teams, wel was hij voor de zevende keer Champions League-topscorer (record), en was het zesde keer op rij (record). Het was Ronaldo's vijfde Champions League-eindwinst.

### Juventus
In juli 2018 maakte Ronaldo voor een bedrag van 105 miljoen euro de overstap naar Juventus. Zijn debuut voor de club uit Turijn maakte hij op 18 augustus, in een wedstrijd tegen Chievo Verona. Er werd met 3-2 gewonnen. Het eerste doelpunt van Ronaldo bij 'Juve' scoorde hij 4 weken later, in de wedstrijd tegen Sassuolo scoorde hij 2 keer waardoor Juventus de wedstrijd won (2-1) en Ronaldo zijn 400e competitiedoelpunt scoorde. Het Europese debuut van de Portugees was in de Champions League-wedstrijd tegen Valencia. Na een half uur kreeg Cristiano Ronaldo een rode kaart wegens een overtreding op Jeison Murillo. In eerste instantie zou hij 2 wedstrijden schorsing krijgen, maar de UEFA vond een schorsing van 1 wedstrijd voldoende. Ronaldo scoorde zijn vijfde doelpunt voor Juventus in een 1-1 gelijkspel met Genoa (het eerste puntverlies voor Juventus dat seizoen), wat zijn 400e goal in de top vijf league's van Europa was. Hij was de eerste speler die zoveel goals in de top vijf league's maakte.

### Terugkeer bij Manchester United
Op 27 augustus 2021 kondigde Manchester United de terugkeer van Ronaldo aan. Tijdens zijn eerste passage bij Manchester United erfde hij het shirtnummer zeven van David Beckham en bouwde sindsdien een merknaam uit rond "CR7". Hij kreeg nu dit nummer terug; deze keer gedwongen afgegeven door medespeler Edison Cavani.
Bij zijn rentree in de Premier League, thuis tegen Newcastle United op 11 september 2021, scoorde Ronaldo direct tweemaal. Op 19 oktober 2022 weigerde Ronaldo in het spel te komen als wissel in een wedstrijd tegen Tottenham. Op 20 oktober 2022 werd Ronaldo door trainer Erik ten Hag uit de selectie gezet. In november 2022 gingen Manchester United en Ronaldo met wederzijds goedvinden uit elkaar.

### Al-Nassr
Op 30 december 2022 maakte Al-Nassr de komst van Ronaldo bekend, waar hij een contract tot medio 2025 tekende. Op 3 januari 2023 is Ronaldo voor ruim twintigduizend toeschouwers officieel gepresenteerd in het Mrsool Park, het stadion van Al-Nassr in Riyadh. Hierdoor ontving Ronaldo het hoogste voetbalsararis ooit, ter waarde van 200 miljoen euro per jaar. 
Op 19 januari speelde Ronaldo voor het eerst sinds zijn overgang naar Saoedi-Arabië in een oefenwedstrijd tegen Paris Saint Germain. Ronaldo scoorde twee keer in een 5-4 verlies. Zijn officiële debuut voor Al-Nassr maakte hij op 22 januari, als aanvoerder van de club, bij een 1-0 overwinning op Al-Ettifaq. Het was vervolgens wachten tot de competitiewedstrijd op 3 februari 2023 tegen Al-Fateh, alvorens Ronaldo zijn eerste officiële treffer wist te maken.
In het seizoen 2023-2024 werd Ronaldo met zijn club tweede in de competitie van Saoedi-Arabië. Hij werd zelf met 35 doelpunten topscorer, een nieuw record in dat land.

## Clubstatistieken
| Seizoen     | Club              | Competitie     | Competitie | Competitie | Competitie | Beker | Beker | Beker | Internationaal | Internationaal | Internationaal | Totaal | Totaal | Totaal |
| Seizoen     | Club              | Competitie     | Wed.       | Dlp.       | Ass.       | Wed.  | Dlp.  | Ass.  | Wed.           | Dlp.           | Ass.           | Wed.   | Dlp.   | Ass.   |
| ----------- | ----------------- | -------------- | ---------- | ---------- | ---------- | ----- | ----- | ----- | -------------- | -------------- | -------------- | ------ | ------ | ------ |
| 2002/03     | Sporting CP       | Primeira Liga  | 25         | 3          | 5          | 3     | 2     | 0     | 3              | 0              | 1              | 31     | 5      | 6      |
| Club Totaal | Club Totaal       | Club Totaal    | 25         | 3          | 5          | 3     | 2     | 0     | 3              | 0              | 1              | 31     | 5      | 6      |
| 2003/04     | Manchester United | Premier League | 29         | 4          | 4          | 6     | 2     | 3     | 5              | 0              | 1              | 40     | 6      | 9      |
| 2004/05     | Manchester United | Premier League | 33         | 5          | 4          | 9     | 4     | 3     | 8              | 0              | 2              | 50     | 9      | 9      |
| 2005/06     | Manchester United | Premier League | 33         | 9          | 6          | 6     | 2     | 1     | 8              | 1              | 1              | 47     | 12     | 9      |
| 2006/07     | Manchester United | Premier League | 34         | 17         | 8          | 8     | 3     | 1     | 11             | 3              | 5              | 53     | 23     | 24     |
| 2007/08     | Manchester United | Premier League | 34         | 31         | 7          | 4     | 3     | 0     | 11             | 8              | 1              | 49     | 42     | 10     |
| 2008/09     | Manchester United | Premier League | 33         | 18         | 7          | 6     | 3     | 1     | 14             | 5              | 4              | 53     | 26     | 15     |
| Club Totaal | Club Totaal       | Club Totaal    | 196        | 84         | 36         | 39    | 17    | 9     | 57             | 17             | 14             | 292    | 118    | 59     |
| 2009/10     | Real Madrid       | La Liga        | 29         | 26         | 9          | 0     | 0     | 0     | 6              | 7              | 1              | 35     | 33     | 12     |
| 2010/11     | Real Madrid       | La Liga        | 34         | 40         | 13         | 8     | 7     | 1     | 12             | 6              | 4              | 54     | 53     | 29     |
| 2011/12     | Real Madrid       | La Liga        | 38         | 46         | 12         | 7     | 4     | 0     | 10             | 10             | 3              | 55     | 60     | 22     |
| 2012/13     | Real Madrid       | La Liga        | 34         | 34         | 11         | 9     | 9     | 1     | 12             | 12             | 1              | 55     | 55     | 20     |
| 2013/14     | Real Madrid       | La Liga        | 30         | 31         | 11         | 6     | 3     | 1     | 11             | 17             | 5              | 47     | 51     | 25     |
| 2014/15     | Real Madrid       | La Liga        | 35         | 48         | 17         | 4     | 1     | 0     | 15             | 12             | 6              | 54     | 61     | 28     |
| 2015/16     | Real Madrid       | La Liga        | 36         | 35         | 11         | 0     | 0     | 0     | 12             | 16             | 4              | 47     | 51     | 26     |
| 2016/17     | Real Madrid       | La Liga        | 29         | 25         | 6          | 2     | 1     | 0     | 15             | 16             | 6              | 46     | 42     | 12     |
| 2017/18     | Real Madrid       | La Liga        | 27         | 26         | 5          | 1     | 1     | 0     | 16             | 17             | 3              | 44     | 44     | 16     |
| Club Totaal | Club Totaal       | Club Totaal    | 292        | 311        | 95         | 37    | 26    | 3     | 109            | 113            | 33             | 438    | 450    | 131    |
| 2018/19     | Juventus          | Serie A        | 31         | 21         | 9          | 3     | 1     | 0     | 9              | 6              | 2              | 43     | 28     | 12     |
| 2019/20     | Juventus          | Serie A        | 33         | 31         | 6          | 5     | 2     | 0     | 8              | 4              | 1              | 46     | 37     | 9      |
| 2020/21     | Juventus          | Serie A        | 33         | 29         | 2          | 5     | 3     | 0     | 6              | 4              | 2              | 45     | 36     | 5      |
| 2021/22     | Juventus          | Serie A        | 1          | 0          | 0          | 0     | 0     | 0     | 0              | 0              | 0              | 1      | 0      | 0      |
| Club Totaal | Club Totaal       | Club Totaal    | 98         | 81         | 17         | 13    | 6     | 0     | 23             | 14             | 5              | 134    | 101    | 22     |
| 2021/22     | Manchester United | Premier League | 30         | 18         | 3          | 1     | 0     | 0     | 7              | 6              | 0              | 38     | 24     | 3      |
| 2022/23     | Manchester United | Premier League | 10         | 1          | 0          | 0     | 0     | 0     | 6              | 2              | 2              | 16     | 3      | 2      |
| Club Totaal | Club Totaal       | Club Totaal    | 236        | 103        | 39         | 40    | 17    | 9     | 70             | 25             | 16             | 346    | 145    | 64     |
| 2022/23     | Al-Nassr          | Saudi League   | 16         | 14         | 2          | 3     | 0     | 0     | -              | -              | -              | 19     | 14     | 2      |
| 2023/24     | Al-Nassr          | Saudi League   | 31         | 35         | 11         | 3     | 3     | 0     | 16             | 12             | 2              | 51     | 50     | 13     |
| 2024/25     | Al-Nassr          | Saudi League   | 30         | 25         | 3          | 3     | 2     | 1     | 8              | 8              | 0              | 41     | 35     | 4      |
| Club Totaal | Club Totaal       | Club Totaal    | 77         | 74         | 16         | 9     | 5     | 1     | 24             | 20             | 2              | 111    | 99     | 19     |
| TOTAAL      | TOTAAL            | TOTAAL         | 729        | 571        | 172        | 99    | 54    | 12    | 229            | 172            | 57             | 1061   | 800    | 242    |

*Bijgewerkt op 26 mei 2025

## Interlandcarrière

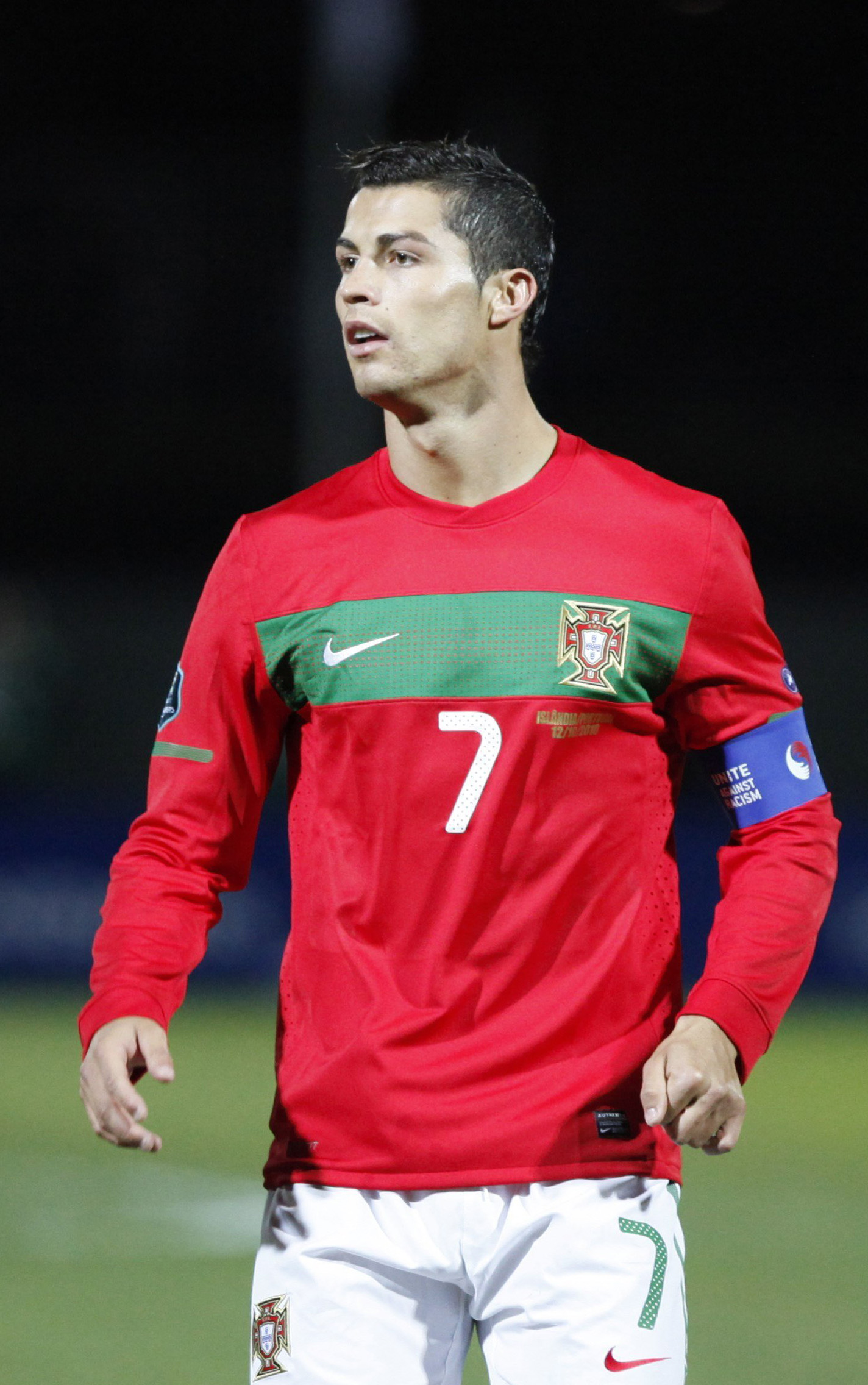
Cristiano Ronaldo als Portugees international, oktober 2010

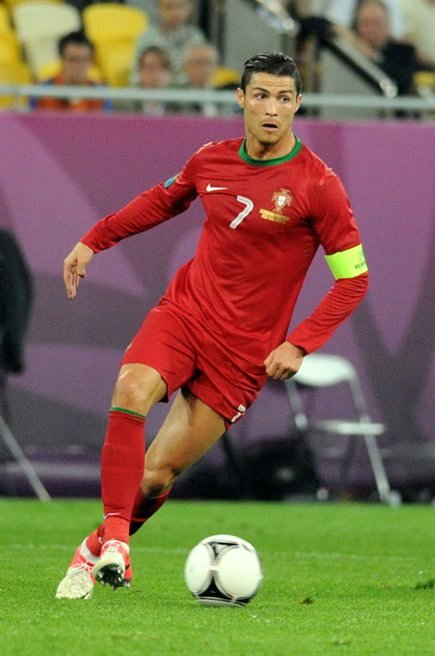
Ronaldo in actie tijdens Duitsland–Portugal (1-0) op Euro 2012

### EK 2004
Ronaldo maakte zijn debuut in het Portugese nationale elftal op 20 augustus 2003 tegen Kazachstan. Het Europees kampioenschap voetbal 2004, waarvoor Portugal als gastland fungeerde, was het allereerste grote toernooi voor Ronaldo. Ronaldo was een van de smaakmakers op dit EK, waar hij met zijn negentien jaar een van de jongste deelnemers aan het toernooi was. Hij scoorde twee doelpunten; in de verloren openingswedstrijd tegen Griekenland (1–2) en de halve finale tegen Nederland (2-1). In de finale moest Portugal wederom buigen voor de Grieken: 0–1. Na het EK nam Ronaldo met Portugal deel aan de Olympische Spelen van 2004 in Athene.

### WK 2006
Na een goede kwalificatie mocht Ronaldo mee naar zijn tweede eindtoernooi: het WK 2006. Ronaldo scoorde zijn eerste doelpunt tegen Iran uit een penalty. In de wedstrijd tegen Engeland speelde Ronaldo een belangrijke rol. Mede dankzij Ronaldo mocht Wayne Rooney het veld verlaten met een rode kaart na een wilde actie. Ronaldo was degene die naar de scheidsrechter ging en om een kaart vroeg. Vervolgens was hij verantwoordelijk voor het binnenschieten van de beslissende penalty tijdens de strafschoppenserie. De Portugezen strandden uiteindelijk in de halve finale na het 0–1-verlies tegen Frankrijk. Hierna streden de Portugezen voor de derde plaats tegen Duitsland. Die wedstrijd werd ook verloren, waardoor Portugal vierde werd.

### EK 2008
In de EK 2008 was Ronaldo de grote vedette van zijn team en van het toernooi. In de kwalificatie scoorde Ronaldo acht goals en had hij een sterk seizoen achter de rug bij Manchester United, waarin hij de Champions League won en kampioen werd van Engeland. Ronaldo was ook de Europees topschutter van het seizoen.Op het EK speelde hij echter teleurstellend. Ronaldo scoorde maar één doelpunt en verliet het EK in de kwartfinale na verlies tegen Duitsland.

### WK 2010
Opnieuw was Ronaldo (inmiddels aanvoerder) de vedette. Maar in het Portugese voetbalelftal verliep de aanloop naar het WK 2010 niet goed. Ronaldo stond zestien wedstrijden droog. Ook in dit toernooi speelde Ronaldo teleurstellend. Ronaldo scoorde maar één doelpunt in een wedstrijd waar met 7-0 werd gewonnen. Later in het toernooi werden de Portugezen uitgeschakeld door Spanje in de tweede ronde.

### EK 2012
Het EK 2012 was voor Ronaldo zijn derde EK en zijn vijfde grote toernooi. In de eerste wedstrijd tegen Duitsland was Ronaldo zo goed als onzichtbaar. Ook in de daaropvolgende wedstrijd, tegen Denemarken, kwam Ronaldo niet tot scoren. Tegen Nederland keerde het tij en scoorde hij twee doelpunten, waarmee de uitschakeling van Nederland een feit was.
Portugal ontmoette in de kwartfinale de Tsjechen. Ronaldo scoorde uiteindelijk in 79ste minuut met het hoofd uit een voorzet van João Moutinho en leidde Portugal zo naar de halve finale. Daarin stond Portugal tegenover Spanje in een gelijkopgaande wedstrijd die eindigde in een doelpuntloos gelijkspel. Een strafschoppenreeks volgde, waarin Portugal het onderspit moest delven tegen zijn buurland. Ronaldo werd wel topscorer van het toernooi, al moest hij deze titel delen met vijf andere spelers.

### WK 2014
Portugal kwalificeerde zich op dinsdag 19 november 2013 voor deelname aan het WK 2014 door een beslissende play-offwedstrijd tegen Zweden met 2–3 te winnen. Ronaldo maakte alle drie de Portugese doelpunten. Hij kwam daarmee op 47 interlanddoelpunten en evenaarde zo Pedro Pauleta als topscorer aller tijden van het Portugees voetbalelftal. Hij werd vervolgens op 5 maart 2014 alleenrecordhouder door twee keer te scoren tijdens een met 5–1 gewonnen oefeninterland tegen Kameroen.
Het WK 2014 was Ronaldo's derde en kortste wereldkampioenschap. Portugal eindigde in de poulefase achter Duitsland en Amerika en mocht zodoende na drie wedstrijden naar huis. Ronaldo scoorde één keer, de winnende 2–1 in de derde groepswedstrijd tegen Ghana.

### EK 2016
Door in de kwalificatiepoule voor het EK 2016 zeven van de acht speelronden te winnen, plaatste Portugal zich als groepswinnaar voor het eindtoernooi. Ronaldo droeg hier met onder meer vijf doelpunten aan bij. Portugal belandde op het EK in een poule met Hongarije, IJsland en Oostenrijk. De ploeg speelde op 18 juni 2016 haar tweede wedstrijd van het toernooi met 0–0 gelijk tegen Oostenrijk. Ronaldo speelde die dag zijn 128e interland en passeerde daarmee Luís Figo als Portugees recordinternational. Hij miste die dag een strafschop en kwam daardoor net als in het eerste groepsduel niet tot scoren. Dit lukte hem vier dagen later wel. Portugal speelde de laatste groepswedstrijd met 3-3 gelijk tegen Hongarije, waarbij Ronaldo zowel de 2–2 als de 3–3 maakte. Daarmee werd hij de eerste speler die scoorde op vier verschillende EK's. Ronaldo maakte ook het eerste doelpunt tijdens de met 2–0 gewonnen halve finale tegen Wales. Dit was zijn derde treffer op het toernooi en zijn negende EK-doelpunt in totaal, een evenaring van het record van Michel Platini. In de finale tegen Frankrijk viel hij in de 25e minuut bij een stand van 0–0 geblesseerd uit. Hij zag zijn landgenoten vervolgens vanaf de zijlijn met 1–0 winnen en zo de eerste Portugese eindzege op een groot toernooi veroveren. Met drie doelpunten was Ronaldo dit toernooi samen met Nani gedeeld topscorer van de Portugezen.

### Confederations Cup 2017

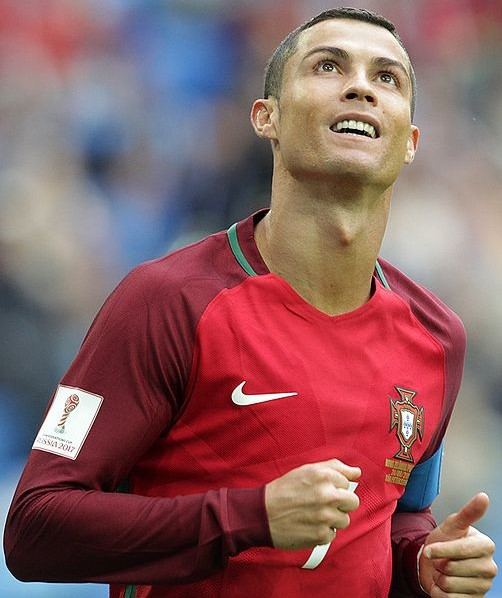
Ronaldo tegen Nieuw-Zeeland op de Confederations Cup 2017 voor Portugal

Doordat Portugal het laatste EK had gewonnen nam het in juni 2017 deel aan de Confederations Cup. Bondscoach Fernando Santos nam Ronaldo op 25 mei 2017 op in de Portugese selectie voor Confederations Cup 2017. Portugal belandde op dit toernooi in een poule met Rusland, Nieuw-Zeeland en Mexico. Portugal begon het toernooi op 18 juni met een 1-1 gelijkspel tegen Mexico. In de tweede en derde wedstrijd wist Portugal wel te winnen, met doelpunten van Ronaldo. Rusland werd namelijk op 21 juni met een kopdoelpunt van Ronaldo met 1-0 verslagen en Nieuw-Zeeland werd drie dagen later, mede door de openingstreffer van Ronaldo, met 4-0 verslagen. Het doelpunt tegen Nieuw-Zeeland was Ronaldo's 75ste doelpunt, daardoor steeg hij naar de tweede plaats als het gaat om Europees topscorer aller tijden. Alleen Ferenc Puskás scoorde ooit meer doelpunten voor de nationale ploeg. In de halve finale verloor Portugal uiteindelijk met strafschoppen van Chili, waarna Portugal zijn rug rechtte door de troostfinale met 2-1 van Mexico te winnen en zo als derde te eindigen.

### WK 2018
Ronaldo begon het WK 2018 met een hattrick in Portugals eerste groepswedstrijd, tegen Spanje (3–3). Daarmee werd hij de eerste speler ooit die in acht eindronden (EK en WK) op rij scoorde. Zijn doelpunten tegen Spanje maakten van Ronaldo ook de vierde speler ooit die op vier verschillende WK's scoorde, na Uwe Seeler, Miroslav Klose en Pelé. Zijn derde doelpunt tegen Spanje was zijn 84e voor de Portugese nationale ploeg. Daarmee kwam hij op gelijke hoogte met Ferenc Puskás als Europees topscorer aller tijden. Ronaldo liet op 20 juni 2018 ook Puskás achter zich door zijn 85e te maken. Het was het enige doelpunt van de wedstrijd in Portugals tweede groepsduel, tegen Marokko. In de laatste groepswedstrijd tegen Iran miste hij een strafschop. De wedstrijd werd met 1–1 gelijkgespeeld. Portugal werd in de achtste finales uitgeschakeld tegen Uruguay.

### Nations League 2018/19
Tussen 2018 en 2019 werd de eerste editie van de UEFA Nations League gespeeld. Ronaldo kwam niet in actie in de groepswedstrijden tegen Italië en Polen. Doordat Portugal groepswinnaar werd, nam het deel aan de finaleronde in eigen land. In de halve finales tegen Zwitserland scoorde Ronaldo zijn zesde hattrick voor Portugal, met een vrije trap in de eerste helft en twee goals in de slotfase. In de finale was Nederland de tegenstander. Door een doelpunt van Gonçalo Guedes won Ronaldo zijn tweede prijs met het nationale elftal.

### EK 2020
Portugal kwalificeerde zich voor het EK 2020 met een tweede plaats in een groep met Oekraïne, Servië, Luxemburg en Litouwen. In de laatste zes wedstrijden was Ronaldo elfmaal trefzeker, met hattricks thuis en uit tegen Litouwen. Op het hoofdtoernooi werd Portugal ingedeeld in een groep met Frankrijk, Duitsland en Hongarije. Met twee doelpunten in de slotfase tegen Hongarije passeerde Ronaldo Michel Platini als EK-topscorer aller tijden en werd hij de eerste speler die op vijf verschillende EK's speelde en wist te scoren. In de wedstrijd tegen Duitsland scoorde hij en leverde hij een assist, maar werd er met 4–2 verloren. In de laatste groepswedstrijd, tegen Frankrijk, benutte Ronaldo twee strafschoppen bij een 2–2 gelijkspel. De tweede treffer was zijn 109ste interlandgoal, waarmee hij Ali Daei evenaarde als speler met de meeste interlandgoals achter zijn naam. In de achtste finales trof Portugal België. Door een doelpunt van Thorgan Hazard werd Portugal uitgeschakeld. Met vijf goals en één assist was Ronaldo de topscorer van het EK.

### WK 2022
In een WK-kwalificatiewedstrijd tegen Ierland op 2 september 2021 maakte Ronaldo in de negentigste minuut zijn 110e doelpunt voor Portugal. Zo werd hij alleen wereldrecordhouder van interlanddoelpunten. Iraniër Ali Daei was de vorige met 109 stuks. In diezelfde wedstrijd maakte hij ook nog zijn 111e en winnende doelpunt in de zevenennegenstigste minuut. Door zijn doelpunt in de eerste wedstrijd van Portugal op het WK tegen Ghana, werd hij de eerste speler ooit die vijf WK's op rij tot scoren kwam.In de kwartfinale van het WK werden ze 1-0 verslagen door Marokko. Dat was waarschijnlijk Ronaldo's laatste WK. Dat was ook de wedstrijd waarbij Marokko geschiedenis schreef.

### EK 2024
Ronaldo werd op 21 mei 2024 door bondscoach Roberto Martínez opgenomen in de Portugese selectie voor het EK 2024 in Duitsland. Portugal won een groep met Tsjechië, Turkije en Georgië, schakelde in de achtste finales Slovenië uit en verloor in de kwartfinales op strafschoppen van Frankrijk. Ronaldo kwam op het toernooi in alle wedstrijden in actie en werd zo de eerste voetballer die op zes EK's speelde. Hij miste een strafschop in de verlenging tegen Slovenië, maar benutte zijn pogingen in de penaltyreeksen tegen Slovenië en Frankrijk.

## Interlandstatistieken
| Team            | Jaar            | Competitie | Competitie | Vriendschappelijk | Vriendschappelijk | Totaal | Totaal |
| Team            | Jaar            | Wed.       | Dlp.       | Wed.              | Dlp.              | Wed.   | Dlp.   |
| --------------- | --------------- | ---------- | ---------- | ----------------- | ----------------- | ------ | ------ |
| Portugal U15    | 2001            | 2          | 1          | 7                 | 6                 | 9      | 7      |
| Portugal U17    | 2001            | —          | —          | 3                 | 2                 | 3      | 2      |
| Portugal U17    | 2002            | 4          | 3          | 0                 | 0                 | 4      | 3      |
| Portugal U17    | Totaal          | 4          | 3          | 3                 | 2                 | 7      | 5      |
| Portugal U20    | 2003            | —          | —          | 5                 | 1                 | 5      | 1      |
| Portugal U21    | 2002            | 0          | 0          | 1                 | 1                 | 1      | 1      |
| Portugal U21    | 2003            | 7          | 2          | 2                 | 0                 | 9      | 2      |
| Portugal U21    | Totaal          | 7          | 2          | 3                 | 1                 | 10     | 3      |
| Portugal U23    | 2004            | 2          | 1          | 1                 | 1                 | 3      | 2      |
| Portugal        | 2003            | —          | —          | 2                 | 0                 | 2      | 0      |
| Portugal        | 2004            | 11         | 7          | 5                 | 0                 | 16     | 7      |
| Portugal        | 2005            | 7          | 2          | 4                 | 0                 | 11     | 2      |
| Portugal        | 2006            | 10         | 4          | 4                 | 2                 | 14     | 6      |
| Portugal        | 2007            | 9          | 5          | 1                 | 0                 | 10     | 5      |
| Portugal        | 2008            | 5          | 1          | 3                 | 0                 | 8      | 1      |
| Portugal        | 2009            | 5          | 0          | 2                 | 1                 | 7      | 1      |
| Portugal        | 2010            | 6          | 3          | 5                 | 0                 | 11     | 3      |
| Portugal        | 2011            | 6          | 5          | 2                 | 2                 | 8      | 7      |
| Portugal        | 2012            | 9          | 4          | 4                 | 1                 | 13     | 5      |
| Portugal        | 2013            | 6          | 7          | 3                 | 3                 | 9      | 10     |
| Portugal        | 2014            | 5          | 3          | 4                 | 2                 | 9      | 5      |
| Portugal        | 2015            | 4          | 3          | 1                 | 0                 | 5      | 3      |
| Portugal        | 2016            | 10         | 10         | 3                 | 3                 | 13     | 13     |
| Portugal        | 2017            | 10         | 10         | 1                 | 1                 | 11     | 11     |
| Portugal        | 2018            | 4          | 4          | 3                 | 2                 | 7      | 6      |
| Portugal        | 2019            | 10         | 14         | —                 | —                 | 10     | 14     |
| Portugal        | 2020            | 4          | 2          | 2                 | 1                 | 6      | 3      |
| Portugal        | 2021            | 11         | 11         | 3                 | 2                 | 14     | 13     |
| Portugal        | 2022            | 12         | 3          | 0                 | 0                 | 12     | 3      |
| Portugal        | 2023            | 7          | 9          | 1                 | 0                 | 7      | 8      |
| Portugal        | 2024            | 10         | 5          | 2                 | 2                 | 12     | 7      |
| Portugal        | 2025            | 4          | 3          | 0                 | 0                 | 4      | 3      |
| Portugal        | Totaal          | 165        | 116        | 54                | 22                | 221    | 138    |
| Carrière Totaal | Carrière Totaal | 182        | 123        | 73                | 33                | 255    | 156    |

*
Bijgewerkt t/m 17 juni 2025.

## Erelijst

### In teamverband
| Competitie                    | Aantal | Jaar                               |
| ----------------------------- | ------ | ---------------------------------- |
| Sporting CP                   |        |                                    |
| Supertaça Cândido de Oliveira | 1      | 2002                               |
| Manchester United             |        |                                    |
| UEFA Champions League         | 1      | 2007/08                            |
| FIFA Club World Cup           | 1      | 2008                               |
| Premier League                | 3      | 2006/07, 2007/08, 2008/09          |
| FA Cup                        | 1      | 2003/04                            |
| Football League Cup           | 2      | 2005/06, 2008/09                   |
| FA Community Shield           | 2      | 2007, 2008                         |
| Real Madrid                   |        |                                    |
| UEFA Champions League         | 4      | 2013/14, 2015/16, 2016/17, 2017/18 |
| UEFA Super Cup                | 3      | 2014, 2016, 2017                   |
| FIFA Club World Cup           | 3      | 2014, 2016, 2017                   |
| Primera División              | 2      | 2011/12, 2016/17                   |
| Copa del Rey                  | 2      | 2010/11, 2013/14                   |
| Supercopa de España           | 2      | 2012, 2017                         |
| Juventus                      |        |                                    |
| Serie A                       | 2      | 2018/19, 2019/20                   |
| Supercoppa Italiana           | 2      | 2018, 2020                         |
| Coppa Italia                  | 1      | 2020/21                            |
| Al-Nassr                      |        |                                    |
| Arab Club Champions Cup       | 1      | 2023                               |

| Competitie              | Goud   | Goud             | Zilver | Zilver | Brons  | Brons |
| Competitie              | Aantal | Jaar             | Aantal | Jaar   | Aantal | Jaar  |
| ----------------------- | ------ | ---------------- | ------ | ------ | ------ | ----- |
| Portugal                |        |                  |        |        |        |       |
| UEFA EK                 | 1      | 2016             | 1      | 2004   |        |       |
| UEFA Nations League     | 2      | 2018/19, 2024/25 |        |        |        |       |
| FIFA Confederations Cup |        |                  |        |        | 1      | 2017  |

### Individueel
- Golden Foot: 2020
- Ballon d'Or Dream Team: 2020
- Globe Soccer Awards Player of the Century: 2020
- FIFA Ballon d'Or/Ballon d'Or: 2008, 2013, 2014, 2016, 2017
- FIFA World Player of the Year: 2008
- FIFPro World Player of the Year: 2008
- The Best FIFA Men's Player: 2016, 2017
- UEFA Best Player in Europe: 2014, 2016, 2017
- UEFA Club Footballer of the Year: 2007/08
- UEFA Club Forward of the Year: 2007/08
- FIFPro Special Young Player of the Year: 2003/04, 2004/05
- PFA Portuguese Player of the Year: 2016, 2017, 2018, 2019
- European Golden Shoe: 2007/08, 2010/11, 2013/14, 2014/15
- FIFA Ferenc Puskás Award: 2009
- FIFA FIFPro World11: 2007, 2008, 2009, 2010, 2011, 2012, 2013, 2014, 2015, 2016, 2017, 2018, 2019, 2020
- UEFA Team of the Year: 2004, 2007, 2008, 2009, 2010, 2011, 2012, 2013, 2014, 2015, 2016, 2017, 2018
- UEFA Champions League Squad of the Season: 2013/14, 2014/15, 2015/16, 2016/17, 2017/18, 2018/19
- UEFA European Championship Team of the Tournament: 2004, 2012, 2016
- UEFA European Championship Silver Boot: 2016
- UEFA European Championship Golden Boot: 2020
- UEFA Ultimate Team of the Year: 2017
- UEFA Nations League Finals Team of the Tournament: 2019
- FIFA World Cup Dream Team: 2018
- FIFA Club World Cup Golden Ball: 2016
- FIFA Club World Cup Silver Ball: 2008, 2014, 2017
- PFA Young Player of the Year: 2006/07
- PFA Players' Player of the Year: 2006/07, 2007/08
- Premier League Player of the Season: 2006/07, 2007/08
- FWA Footballer of the Year: 2006/07, 2007/08
- PFA Premier League Team of the Year: 2005/06, 2006/07, 2007/08, 2008/09
- Premier League Golden Boot: 2007/08
- La Liga Best Player: 2013/14
- La Liga Best Forward: 2013/14
- La Liga Most Valuable Player: 2012/13
- La Liga Team of the Season: 2013/14, 2014/15, 2015/16
- UEFA La Liga Team of The Season: 2015/16, 2016/17
- BBC Overseas Sports Personality of the Year: 2014
- Serie A Most Valuable Player: 2018/19

## Records

### Wereld
- Recordhouder meeste interlands: 217
- Recordhouder meeste interlanddoelpunten gescoord: 135
- Recordhouder meeste internationale doelpunten in een jaar gescoord: 32 (2017)
- Recordhouder tegen aantal verschillende nationale teams gescoord: 44
- Recordhouder aantal achtereenvolgende eindtoernooien waarop hij scoorde: 12
- Recordhouder aantal wereldkampioenschappen waarop hij scoorde: 5 (2006, 2010, 2014, 2018, 2022)
- Oudste speler die een hattrick scoort op een wereldkampioenschap: 33 jaar en 130 dagen (2018)
- Eerste speler die in 4 achtereenvolgende jaren 60+ doelpunten scoort (2011-2014)
- Eerste speler die in 6 achtereenvolgende seizoenen 60+ doelpunten voor één club scoort (2010/11-2015/16)
- Recordhouder aantal doelpunten in het FIFA-wereldkampioenschap voor clubs gescoord: 7
- Mederecordhouder aantal seizoenen het FIFA-wereldkampioenschap voor clubs gewonnen: 4 (2008/09, 2014/15, 2016/17, 2017/18)
- Eerste speler die op 2 achtereenvolgende finales van het FIFA-wereldkampioenschap voor clubs scoort (2016-2017)
- Mederecordhouder aantal doelpunten in één seizoen van het FIFA-wereldkampioenschap voor clubs gescoord: 4 (2017)

Bijgewerkt op 9 februari 2025

### Europa
- Recordhouder meeste aantal doelpunten op het Europees kampioenschap gescoord: 14
- Recordhouder meeste aantal doelpunten op het Europees kampioenschap inclusief kwalificaties gescoord: 52
- Recordhouder meeste aantal wedstrijden op het Europees kampioenschap gespeeld: 25
- Recordhouder meeste aantal doelpunten in UEFA-clubcompetities gescoord: 138
- Recordhouder meeste aantal doelpunten in de UEFA Champions League gescoord: 136
- Recordhouder meeste aantal assists in de UEFA Champions League gegeven: 42
- Recordhouder meeste aantal keren topscorer van een UEFA Champions League-seizoen geworden: 7 (2007/08, 2012/13, 2013/14, 2014/15, 2015/16, 2016/17, 2017/18)
- Recordhouder meeste aantal achtereenvolgende keren topscorer van een UEFA Champions League-seizoen geworden: 6 (2012/13-2017/18)
- Mederecordhouder meeste aantal hattricks in de UEFA Champions League gescoord: 8
- Recordhouder meeste aantal doelpunten in een seizoen van de UEFA Champions League gescoord: 17 (2013/14)
- Recordhouder meeste aantal hattricks in een UEFA Champions League-seizoen gescoord: 3 (2015/16)
- Recordhouder meeste aantal Europees kampioenschappen waarop hij scoorde: 5 (2004, 2008, 2012, 2016, 2020)
- Recordhouder meeste aantal Europees kampioenschappen waarop hij speelde: 5 (2004, 2008, 2012, 2016, 2020)
- Eerste speler die 7 achtereenvolgende seizoenen 10+ doelpunten in de UEFA Champions League scoort (2011/12-2017/18)
- Recordhouder meeste aantal doelpunten in de knock-outfase van de UEFA Champions League gescoord: 67
- Recordhouder meeste aantal doelpunten in de finale van de UEFA Champions League gescoord: 4 (2008, 2014, 2017)
- Recordhouder meeste aantal doelpunten in de halve finale van de UEFA Champions League gescoord: 13
- Recordhouder meeste aantal doelpunten in de kwartfinale van de UEFA Champions League gescoord: 25
- Eerste speler die in alle zes de groepswedstrijden van een UEFA Champions League-seizoen scoort (2017/18)
- Recordhouder meeste aantal doelpunten in de groepsfase van een UEFA Champions League-seizoen gescoord: 11 (2015/16)
- Eerste speler die in 11 achtereenvolgende UEFA Champions League-wedstrijden scoort (2017-2018)
- Eerste speler die 10 doelpunten tegen dezelfde tegenstander in de UEFA Champions League scoort (Juventus FC)
- Recordhouder meeste aantal doelpunten uit vrije trappen in de UEFA Champions League gescoord: 12
- Recordhouder meeste aantal doelpunten uit strafschoppen in de UEFA Champions League gescoord: 18

Bijgewerkt t/m 21 april 2023

### Portugal
- Recordhouder meeste aantal doelpunten voor Portugal gescoord: 128
- Recordhouder meeste aantal wedstrijden voor Portugal gespeeld: 204
- Recordhouder meeste aantal hattricks voor Portugal gescoord: 10
- Jongste speler die 100 interlands voor Portugal speelt (27 jaar, 8 maanden en 11 dagen)
- Recordhouder meeste aantal wedstrijden voor Portugal op een wereldkampioenschap gespeeld: 22

Bijgewerkt op 28 november 2023

### Spanje
- Recordhouder meeste doelpunten uit strafschoppen in de Primera División gescoord: 61
- Mederecordhouder meest aantal hattricks in een Primera División-seizoen gescoord: 8 (2014/15)
- Mederecordhouder tegen meeste clubs in een Primera División-seizoen gescoord: 19 (2011/12)
- Snelste speler die 300 doelpunten in de Primera División scoort (286 wedstrijden)
- Snelste speler die 200 doelpunten in de Primera División scoort (178 wedstrijden)
- Snelste speler die 150 doelpunten in de Primera División scoort (140 wedstrijden)
- Eerste speler die 20 uitdoelpunten in een Primera División seizoen scoort (2014/15)
- Recordhouder in meeste achtereenvolgende El Clásico's een doelpunt gescoord: 6 (2012)
- Snelste speler die 20 doelpunten in een Primera División-seizoen scoort (12 wedstrijden, 2014/15)
- Snelste speler die 15 doelpunten in een Primera División-seizoen scoort (8 wedstrijden, 2014/15)

Bijgewerkt op 27 augustus 2021

### Manchester United
- Recordhouder meeste aantal doelpunten in een Premier League-seizoen met 38 wedstrijden voor Manchester United gescoord: 31 (2007/08)
- Recordhouder duurste speler die van Manchester United gekocht werd: €94.000.000,- (2009)

Bijgewerkt op 16 juni 2020

### Real Madrid
- Recordhouder meeste aantal doelpunten in officiële wedstrijden voor Real Madrid gescoord: 450
- Recordhouder meeste aantal doelpunten in de Primera División voor Real Madrid gescoord: 311
- Recordhouder meeste aantal doelpunten in een seizoen voor Real Madrid gescoord: 61 (2014/15)
- Recordhouder meeste aantal doelpunten in een Primera División-seizoen voor Real Madrid gescoord: 48 (2014/15)
- Recordhouder meeste aantal hattricks in de Primera División voor Real Madrid gescoord: 34
- Mederecordhouder meeste aantal doelpunten voor Real Madrid in El Clásico gescoord: 18
- Recordhouder meeste aantal doelpunten in de Madrid Derby gescoord: 22
- Recordhouder snelste hattrick voor Real Madrid in de UEFA Champions League gescoord: 11 minuten en 15 seconden (2012/13)

Bijgewerkt op 16 juni 2020

### Italië
- Portugese speler met de meeste doelpunten in de Serie A: 81
- Portugese speler met meeste doelpunten in één seizoen van de Serie A: 31 (2019/20)
- Eerste Portugese speler die een hattrick scoort in de Serie A

Bijgewerkt op 27 augustus 2021

### Juventus
- Recordhouder meeste doelpunten in een seizoen voor Juventus: 37 (2019/20)
- Eerste speler die in tien achtereenvolgende Serie A-wedstrijden voor Juventus scoort (2019-2020)
- Snelste speler die 50 doelpunten voor Juventus scoort (70 wedstrijden)
- Recordhouder duurste speler die door Juventus United gekocht werd: €105.000.000,- (2018)

Bijgewerkt op 27 augustus 2021

## Privéleven
Cristiano groeide op in een gezin van vier kinderen in het stadje Funchal op het eiland Madeira. Hij was een nakomertje. Zijn moeder Dolores overwoog abortus te plegen omdat ze zeer arm waren. Zijn vader José was zwaar verslaafd aan alcohol en stierf voor de grote doorbraak van zijn zoon. Zijn enige broer Hugo had ook alcoholproblemen waarin Cristiano slaagde hem er vanaf te helpen.
Ronaldo werd in 2010 vader van een zoon. Hij wil niet vertellen wie de moeder van het kind is. Hij heeft volledig ouderlijk gezag over het jongetje, eveneens Cristiano genaamd. Ronaldo werd in juni 2017 vader van een tweeling, een jongen en een meisje. Zij kwamen ter wereld met behulp van een Amerikaanse draagmoeder. Sinds 2016 heeft hij een vaste relatie met het Spaanse model Georgina Rodriguez die hij in een Madrileense kledingwinkel had leren kennen. Zij beviel in november 2017 van hun dochter. Ronaldo had daarvoor van 2010 tot januari 2015 een relatie met het Russische model Irina Shayk. Eind oktober 2021 werd bekend dat het koppel Ronaldo en Rodriguez een tweeling verwachtten. April 2022 maakte het koppel bekend dat maar één kind de geboorte overleefd heeft.
In Funchal is een museum aan hem gewijd en de luchthaven van Madeira heet sinds 2017 officieel "Aeroporto Internacional da Madeira Cristiano Ronaldo."
Op 13 oktober 2020 werd door de Portugese voetbalbond bekendgemaakt dat Ronaldo besmet was geraakt met SARS-CoV-2, wat COVID-19 veroorzaakt.